# Lybar

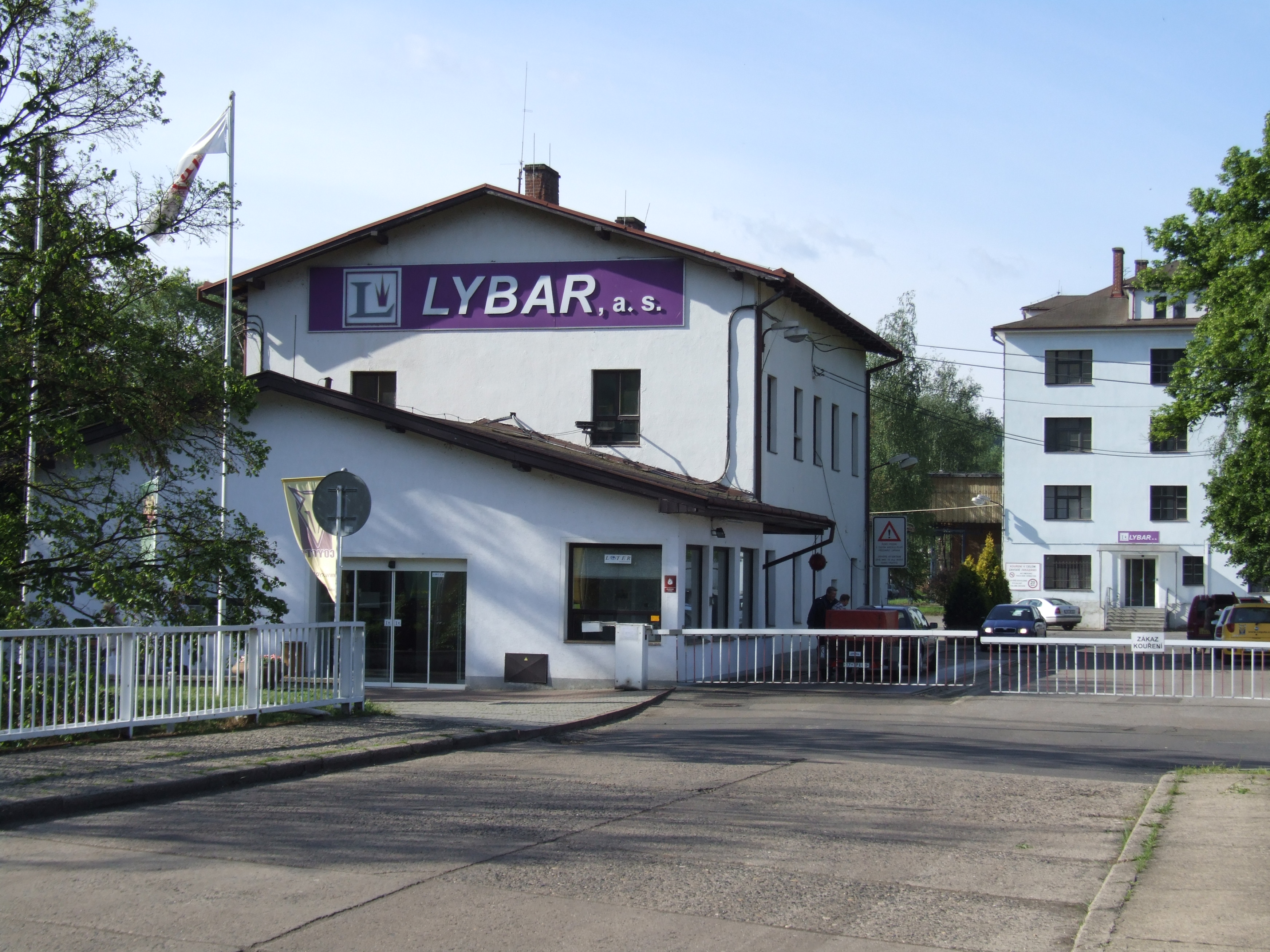
Vstup do LYBAR, a.s. 2006

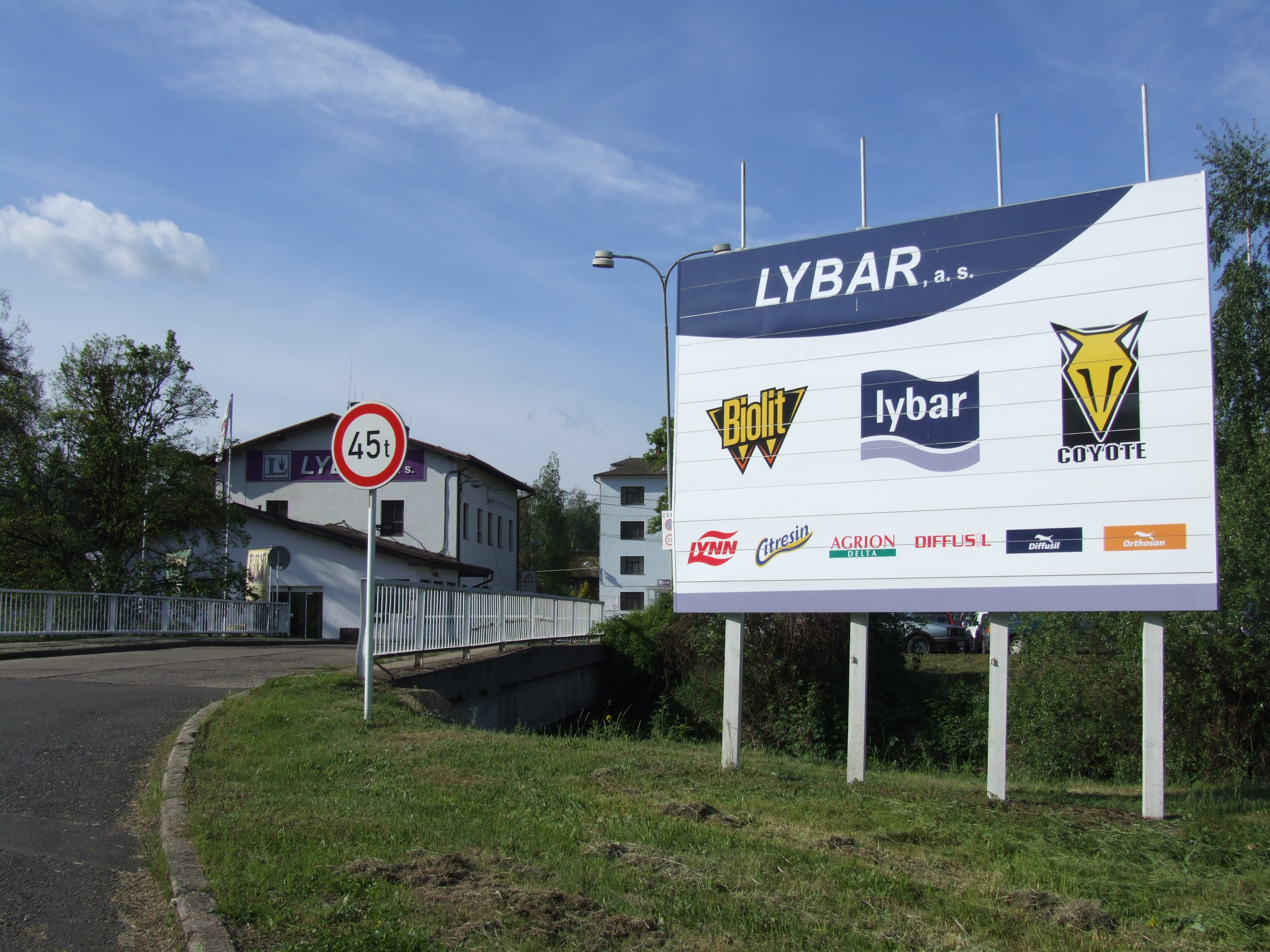
Vstup do LYBAR, a.s. 2005

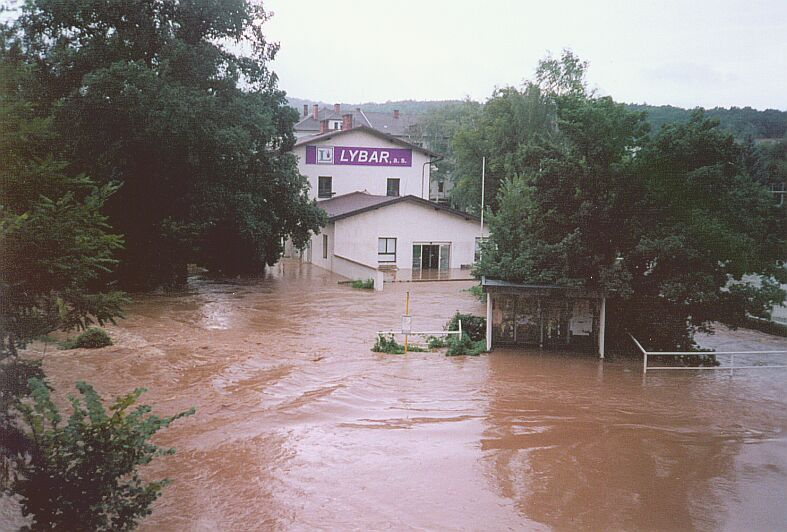
Vstup do LYBAR, a.s. - povodně 2002

LYBAR, a.s. byl český výrobce aerosolových přípravků sídlící v obci Velvěty a zároveň je LYBAR značkou vlasové kosmetiky.
Historie výroby aerosolových přípravků v tehdejší divizi národního podniku Spolchemie sahá do roku 1961, kdy byla ve  Velvětech zahájena výroba prvního československého aerosolového přípravku. Byl jím osvěžovač vzduchu SPOZON. Pak následoval čistič skvrn SITEX, přípravek na hubení hmyzu BIOLIT, přípravek na impregnaci textilu PARANOL, rozmrazovač GLYKOSOL a silikonový olej SILKAL. Výroba laku na vlasy LYBAR byla zahájena v roce 1968 (značka LYBAR byla přihlášena k ochraně již v roce 1925). V dalších letech byl výrobní program postupně rozšiřován o další aerosolové výrobky a značky.
Od zahájení produkce do začátku roku 1993 bylo ve Velvětech vyrobeno přibližně půl miliardy kusů aerosolových přípravků. V roce 1987 byl sortiment závodu rozšířen o netlakové produkty.
Na jaře 1993 byl úspěšně zakončen program náhrady freonů v aerosolových výrobcích. Používaným hnacím plynem byly směsi těkavých uhlovodíků.
LYBAR, a.s byl nositelem několika ocenění. Mezi nejvýznamnější patřilo Czech Made 1996 a Incheba 1994. LYBAR, a.s. byl členem několika významných organizací – ČAS (České aerosolové sdružení), FEA (European Aerosol Federation) a Sdružení DDD (Dezinsekce, dezinfekce, deratizace).

## Historie společnosti
Samostatná společnost LYBAR, a.s. (IČO 49901869) byla založena 1. ledna 1994 jako dceřiná společnost Spolek pro chemickou a hutní výrobu, a.s. (IČO 00011789) v Ústí nad Labem.
V září 1995 byla založena dceřiná společnost Lybar Slovensko, a.s. (IČO 34127925) se sídlem v Piešťanech (založena 25. 9. 1995, zrušena 19. 7. 2013).
V červenci 2003 byla založena dceřiná společnost Lybar Polska Sp.z o.o. (regon 473166062) se sídlem v Lodži. Společnost fungovala do června 2009, v únoru 2012 byla z polského obchodního rejstříku vymazána.
Až do konce roku 2005 provozoval LYBAR, a.s. vlastní značkovou prodejnu v Londýnské ul. v Ústí nad Labem. Od května 2003 bylo možné nakupovat i ve firemním e-shopu „LybarOnLine“.
V září roku 1999 byla společnost LYBAR, a.s. prodána firmě AKB Aerosol, s.r.o., za neoficiálně uváděnou cenu 105 milionů Kč. Firma AKB AEROSOL, s.r.o. (IČO 25021753) byla založena 9. 7. 1997 a zanikla 31. 12. 1999, kdy byla zrušena bez likvidace dohodou společníků a přeměněna na společnost AKB AEROSOL, a.s. (IČO 25412230). Tato společnost byla zrušena 31. 5. 2000 bez likvidace a sloučena se společností LYBAR, a.s. (IČO 49901869).
V září 2010 byla společnost LYBAR, a.s. (IČO 49901869) rozdělena formou rozdělení odštěpením se vznikem jedné nové nástupnické obchodní společnosti LYBAR, a.s. (IČO 28726405). Tato společnost převzala převážně nehmotný majetek jako ochranné známky a produktové formulace. Hmotný majetek jako výrobní zařízení, budovy, pozemky atp. byl převeden na společnost Czech Aerosol, a.s. (IČO 49901869).
V červnu roku 2011 koupila LYBAR, a.s. (IČO 28726405) společnost Valerenga, a.s. (IČO 24786705, jediným akcionářem byla bohumínská BOCHEMIE a.s., IČO 27654087). Neoficiálně uváděná cena transakce byla 330.mil.Kč. Koncem roku 2011 společnost LYBAR, a.s. fúzovala se společností Valerenga, a.s. a definitivní tečkou za existencí LYBAR, a.s. byl výmaz společnosti z obchodního rejstříku ke dni 31.12.2011.
Firemní značky byly postupně rozprodány a různě přeprodány – značku LYBAR koupila firma MATTES TRADING, značky Biolit, Diffusil, Orthosan a Agrion koupila firma SC Johnson (dříve jeden z hlavních konkurentů firmy Lybar). Značku Coyote (Konkor, Silkal atd.) koupila společnost Walmsley Enterprises International. K původně výhradně českým značkám se tak dostali jejich zahraniční konkurenti.

## Výrobky společnosti
Portfolio výrobků společnosti zahrnovalo vlasovou kosmetiku, tělovou kosmetiku, přípravky pro domácnost, přípravky proti hmyzu, přípravky pro zvířata, přípravky pro motoristy a další výrobky. Provedení výrobků bylo jak aerosolové, tak netlakové.
Přehled značek produktů:
Actellic, Agrion, Alufix, Apretol, Biolit, Butan, Citresin, Columbia, Coyote, Crosser, Diffusil, Dragon, Elaskon, Fibravil, Fravil, Fravilan, Geo, Glykosol, Chang, Identity, Jonathan, Konkor, Lybar, Lynn, Myrosal, Nigella, Orthosan, Palmanol, Paranol, Pegomin, Pif-Paf, Pirimor, Renovan, Resistin, Sapurin, Silkal, Sirael, Sitex, Spozon, Textilon, Verolan.
Nejstaršími stále dostupnými značkami jsou přípravky proti hmyzu BIOLIT (1962), rozmrazovač GLYKOSOL (1963), silikonový olej SILKAL (1964), lak na vlasy LYBAR (1968) a konzervační olej KONKOR (1971).
Všechny výrobky byly schváleny hlavním hygienikem ČR a státním Úřadem pro technickou normalizaci, metrologii a státní zkušebnictví. Hnací plyn použitý v aerosolových přípravcích nepoškozoval ozonovou vrstvu Země a výrobky nebyly testovány na zvířatech.
Ve výrobcích nebyly používány žádné karcinogenní sloučeniny a účinné látky netlakových výrobků byly dobře biologicky odbouratelné (dle norem OECD). Většina výrobků byla vyvinuta v laboratořích LYBAR, a.s., jen několik výrobků bylo vyráběno v licenci. Celý výrobní proces – od nakupovaných surovin přes výrobu až po skladování hotových výrobků – byl pod kontrolou pracovníků oddělení jakosti.
LYBAR, a.s. byl zapojen do systému využití a zpětného odběru obalů EKO-KOM. LYBAR, a.s. byl certifikován společností Loyd‘s Register Quality Assurance – soulad systému jakosti s požadavky norem ISO.
Kromě výroby a prodeje vlastních přípravků, vyráběl LYBAR, a.s. také na zakázku pro jiné společnosti. Ve Velvětech se vyráběla vlasová kosmetika TAFT pro SCHWARZKOPF, vlasová kosmetika pro ASTRID Praha, barvy ve spreji pro COLORLAK Uherské Hradiště, plynové náplně do přenosných vařičů pro MEVA Roudnice, olej pro zubařské přístroje DENTOIL a několik dalších výrobků. V letech 1966 až 1989 zde byl plněn KASR (Kapesní Aerosolový Slzotvorný Rozprašovač). Výhradním odběratelem tohoto přípravku byl Sbor národní bezpečnosti (SNB).